# Държавно устройство на Германия
Федерална република Германия, накратко ФРГ или Германия (на немски: Bundesrepublik Deutschland, BRD, Deutschland), е създадена на 24 май 1949 г. и е разширена след обединението на Германия през 1990 г.
Към политическата система на Германия се отнасят федералните институции, процесите по взимане на политически решение и тяхното съдържание. Основата на германската политическа система е парламентарната демокрация и федерално държавно устройство. От голямо значение за държавното устройство е силната конкуренция между политическите партии, поради което политическата система на Германия се отличава по своята т. нар. партийна демокрация.

## Създаване
След края на Втората световна война и разгрома на нацистка Германия страната е разделена на окупационни зони, които по-късно формират 2 отделни държави. В съветската зона се създава Германската демократична република (на немски: Deutsche Demokratische Republik), а зоните на САЩ, Великобритания и Франция са обединени във Федерална република Германия, чието име остава и след вливането в нея на ГДР след падането на Берлинската стена през 1989 г.

## Двукамарна система
Система, при която законодателният орган на държавата се състои от 2 органа или от един орган с две камари с различен начин на образуване. Обикновено в едната камара представителството е териториално (по окръзи, области, щати, републики, провинции и пр.), а в другата е популярно (по гласоподаватели от цялата държава). В Германия, като долна камара, представляваща целия народ, може да се разгледа Бундестага, а като горна камара, състояща се от представители на отделните провинции – Бундесрата.

## Държавно устройство
Германия е федерална република, която се дели основно на 16 федерални провинции. Всяка провинция има републиканско държавно устройство със свой провинциален парламент, правителство, съдилища, министър-председател и пр. Причината за това административно деление на Германия е историческа – 24 немскоговорещи държави в Европа (кралства, велики херцогства, херцогства, княжества и градове-държави) през 1871 се обединяват в една Германска империя, и до днес федералните провинции на Германия са израз на тези културно-исторически различния в отделните части на страната.
Държавният глава се нарича Федерален президент, избиран за срок от 5 г. от специално свикано Федерално събрание (на немски: Bundesversammlung), което се състои от депутатите в Бундестага и равен на тях брой представители на 16-те германски федерални провинции, които от своя страна биват избрани от провинциалните парламенти, като те могат да бъдат политици и други публични личности. Федералният президент има предимно представителни функции, въпреки че де юре има и по-широки правомощия като например да отказва подписа си под новоприети закони и така да възпрепятства влизането им в сила, но по обичайно право това не се случва. Федералният президент извършва проверка дали приетият закон е възникнал в съответствие с конституционно установения ред и дали по своето съдържание той не нарушава очевидно конституцията. След това той подписва (утвърждава) закона и го публикува във Федералния държавен вестник. С това законът е обнародван. Ако в закона не е посочена специална дата на влизане в сила, той автоматично влиза в сила от 14-ия ден след публикацията във Федералния държавен вестник. 

Законодателен орган на федерално равнище е федерален парламент наричан Бундестаг (в превод на български: Федерален конкгрес), който се избира на принципа на общи, преки, свободни, равноправни и тайни избори за срок от четири години. Освен парламента съществува и Бундесрат (в превод на български: Федерален съвет), който не се избира пряко, а се състои от членове на отделните правителства на 16-те германски федерални провинции, и представлява интересите на провинциите на федерално ниво като инициира законопроекти и участва във създаването на всеки един федерален закон. 
Степента, до която Бундесратът участва във федералната законодателна дейност варира според типа закон, който се планира. Разграничават се два типа:
- закони, изискващи одобрение от Бундесрата и
- закони, допускащи възражение от Бундесрата.

При първия тип законопроекти се изисква изричното одобрение на Бундесрата, без което те иначе не могат да се приемат; в този случай Бундесрата има право на абсолютно вето. Кога дадени законопроекти спадат към този тип, е изрично и изчерпателно установено в Основния закон на Германия (конституцията). Това са законопроекти, които целят изменение на Основния закон, или оказват въздействие върху финансите на провинциите, или ограничават организационния и административен суверенитет на провинциите.
Втория тип законопроекти са всички останали. При тях, Бундесратът има право на възражение, което се явява отлагателно вето, и което може да бъде преодоляно от Бундестага. 
Двата органа, Бундестаг и Бундесрат са два отделни конституционни органа, а не две камари (палати) на един общ парламент, което е често срещано погрешно възприятие.
Изпълнителен орган е Федерално правителство, на чело на което стои Федерален канцлер, който се избира от Бундестага. Министрите се назначават от президента по предложение на канцлера. Всяка провинция има своя конституция, парламент и правителство. През 1949-90 държавата е разделена на Германска демократична република (ГДР) на изток и Федерална република Германия на запад.

## Особености на федералното деление
Федерализмът е сред утвърдените конституционни принципи на Германия. Съгласно германската конституция някои въпроси като външните работи и отбраната са от изключителната отговорност на федерацията (т.е. федералното равнище), докато други попадат в отговорността на провинциите; провинциите запазват остатъчните законодателни правомощия за всички други области, включително културата, която в Германия включва не само теми като финансово подпомагане на изкуствата и науките, но и повечето форми на образование и професионално обучение. Това е причината за факта, че в Германия има 16 различни образователни системи с различни видове училища и изучавани предмети. Също така всяка провинция си има своя полицейска система и тайни служби, а федерацията отделно и тя си има своя полиция и тайни служби, което води до факта, че в Германия има общо 17 полицейски системи. Въпреки че международните отношения, включително международните договори, са основно отговорност на федералното равнище, провинциите имат определени ограничени правомощия в тази област: по въпроси, които ги засягат пряко, те имат правомощия да сключват международни договори „със съгласието на федералното правителство“. Освен това, всяка провинция има свое представителство (тип посолство) пред Европейския съюз в Брюксел, наред с посолството на Германия като цяло. Представителства на провинциите защитават интересите им, например, в областта на европейското финансиране на регионалното развитие.
Провинциите защитават интересите си на федерално ниво чрез Бундесрат (на немски: Bundesrat, в буквален превод: Федерален съвет). Той не се избира пряко, а се състои от членове на правителствата на отделните провинции. Броят на членовете, които всяка провинция има право да изпрати, варира между 3 и 6 според големината на населението ѝ. Разликите в населенията обаче са твърде големи и броят членове все пак не се получава да е пропорционален спрямо населението. Това е компромис между „федералното“ изискване за равнопоставеност на провинциите от една стана, и демократичния идеал за точно представяне на съответния брой жители от друга страна. Това решение има за цел да гарантира, че големите провинции няма да се налагат над малките, но и че малките провинции няма да командироват по-големите. Буднесратът има право да инициира федерални законодателни процедури, да приема резолюции, и да налага абсолютно или отлагателно вето срещу федерални закони, приети от федералния законодател – това е Бундестага (на немски: Bundestag, в буквален превод: Федерален конгрес) – т.е. националния парламент на Германия. Абсолютно вето Бундесратът има при законопроекти, целящи изменение на конституцията или при федерални закони, които пряко засягат финансите или административния суверенитет на провинциите, се изисква изричното одобрение на Бундесрата в законодателната процедура. При всички останали законопроекти Бундесратът има отлагателно вето, което може да бъде преодоляно с определено мнозинство в Бундестага.

Провинциите защитават интересите си на федерално ниво също така чрез свои представителства (посолство) във федералната столица Берлин. Всяка провинция има свое представителство, което се ангажира в полза интересите на провинцията чрез контакт с федералните служби, а също и с други чуждестранни посолства или организации, имащи седалище в столицата. Като пример може да се даде Представителството на провинция Бранденбург пред федерацията. Освен това, всяка провинция има свое представителство (тип посолство) пред Европейския Съюз в Брюксел, наред с посолството на Германия като цяло. Представителства на провинциите защитават интересите си в Брюксел например в областта на европейското финансиране на регионалното развитие.
- Представителство на Свободната държава Саксония пред Европейския Съюз в Брюксел
- Представителство на Свободната държава Бавария пред Европейския съюз в Брюксел
- Представителство на Свободната държава Бавария пред федерацията в Берлин
- Представителството на провинция Бранденбург пред федерацията в Берлин
- Представителство на Свободният и ханзеатски град Хамбург пред федерацията в Берлин
- Представителство на провинция Саксония-Анхалт пред федерацията в Берлин

## Парламенти
- Бундестаг — федерален парламент
- Бундесрат – федерален частично законодателен орган
- Ландтаг — парламент на отделните провинции

Всяка една от 16-те провинции има свой парламент и своя конституция.

## Партии
- ХДС / ХСС — Християн-демократически съюз / Християнсоциален съюз
- ГСДП — Германска социалдемократическа партия
- Левицата — наследници на комунистическата партия на ГДР – Германска единна социалистическа партия
- Съюз 90/Зелените — зелена партия
- СДП — Свободна демократическа партия — либерална партия
- АзГ – Алтернатива за Германия – крайно-дясна партия
- НДПГ — Национал-демократическа партия на Германия — дясно-екстримистка, неонацистка партия

## Държавни ръководители
Основна статия Федерален президент на Германия
| Списък на федералните президенти на Федерална република Германия | Списък на федералните президенти на Федерална република Германия | Списък на федералните президенти на Федерална република Германия | Списък на федералните президенти на Федерална република Германия | Списък на федералните президенти на Федерална република Германия | Списък на федералните президенти на Федерална република Германия |
| Nr.                                                              | Име (Lebensdaten)                                                | Партия                                                           | Начало на мандата                                                | Край на мандата                                                  |                                                                  |
| ---------------------------------------------------------------- | ---------------------------------------------------------------- | ---------------------------------------------------------------- | ---------------------------------------------------------------- | ---------------------------------------------------------------- | ---------------------------------------------------------------- |
| 1                                                                | Теодор Хойс (1884–1963)                                          | СДП                                                              | 13 септември 1949                                                | 12 септември 1959                                                |                                                                  |
| 2                                                                | Хайнрих Любке (1894–1972)                                        | ХДС                                                              | 13 септември 1959                                                | 30 юни 1969                                                      |                                                                  |
| 3                                                                | Густав Хайнеман (1899–1976)                                      | СДП                                                              | 1 юли 1969                                                       | 30 юни 1974                                                      |                                                                  |
| 4                                                                | Валтер Шел (* 1919)                                              | СДП                                                              | 1 юли 1974                                                       | 30 юни 1979                                                      |                                                                  |
| 5                                                                | Карл Карстенс (1914–1992)                                        | ХДС                                                              | 1 юли 1979                                                       | 30 юли 1984                                                      |                                                                  |
| 6                                                                | Рихард фон Вайцзекер (* 1920)                                    | ХДС                                                              | 1 юли 1984                                                       | 30 юни 1994                                                      |                                                                  |
| 7                                                                | Роман Херцог (* 1934)                                            | ХДС                                                              | 1 юли 1994                                                       | 30 юни 1999                                                      |                                                                  |
| 8                                                                | Йоханес Рау (1931–2006)                                          | СДП                                                              | 1 юли 1999                                                       | 30 юни 2004                                                      |                                                                  |
| 9                                                                | Хорст Кьолер (* 1943)                                            | ХДС                                                              | 1 юли 2004                                                       | 31 май 2010 (подал оставка)                                      |                                                                  |
| 10                                                               | Кристиан Вулф (* 1959)                                           | ХДС                                                              | 30 юни 2010                                                      | 17 февруари 2012 (подал оставка)                                 |                                                                  |
| 11                                                               | Йоахим Гаук (* 1940)                                             | безпартиен                                                       | 18 март 2012                                                     |                                                                  |                                                                  |
| 12                                                               | Франк- Валтер Щайнмайер (* 1956)                                 | ГСДП                                                             | 12 февруари 2017                                                 |                                                                  |                                                                  |